# Migas affinis
Espèce
Migas affinis est une espèce d'araignées mygalomorphes de la famille des Migidae.

## Distribution
Cette espèce est endémique de Nouvelle-Calédonie.

## Publication originale
- Berland, 1924 : Araignées de la Nouvelle-Calédonie et des iles Loyalty. Nova Caledonia. Zoologie, vol. 3, p. 159-255.